# Amon Göth
Amon Leopold Göth (11. prosince 1908 Vídeň, Rakousko-Uhersko – 13. září 1946 Krakov, Polsko) byl rakouský nacistický důstojník, velitel koncentračního tábora Kraków-Płaszów během druhé světové války a válečný zločinec. Přestože patřil k nevýrazným představitelům nacistické Třetí říše, vešel později do všeobecného povědomí coby historická postava známá z filmu Stevena Spielberga Schindlerův seznam.

## Osobní život
Narodil se ve vídeňské čtvrti Gumpendorf do dobře situované rodiny podnikající v polygrafickém průmyslu. Jeho otcem byl Amon Franz Göth (1880– ?), matkou Bertha Göth, rozená Schwendt (1877–1936). Kvůli jejich vysokému pracovnímu vytížení se o výchovu malého Götha starali převážně prarodiče z matčiny strany, kteří mu přezdívali „Mony“.
Göth se podle pamětníků projevoval již od raného dětství jako velmi tvrdohlavý, se sklonem ke krutým žertům. Rodina to řešila jeho zapsáním na vyšší státní reálku, resp. katolický internát ve Waidhofen an der Thaya, kde měl odmaturovat, což se mu ovšem kvůli nedostatečným výsledkům nepodařilo. Přesto byl v dokumentech SS později uváděn jako absolvent. Dále byl na náklady svých rodičů vzděláván soukromě v oboru polygrafie a připravoval se na převzetí podílu v rodinném podniku.
Aby nastavili vzdorovitému Göthovi mantinely, přinutili ho jeho rodiče v lednu 1934 vstoupit do naaranžovaného manželství s Olgou Janauschek (*1905). Toto manželství se však po dvou letech rozpadlo. Podruhé se Göth oženil, tentokrát z vlastní vůle, v roce 1938 s Annou Geiger (*1913). Z manželství vzešly tři děti: syn Peter, který zemřel v útlém věku na záškrt, dcera Ingeborg a druhý syn Werner.
Během důstojnické kariéry v koncentračním táboře se prostřednictvím Oskara Schindlera seznámil se stenotypistkou wehrmachtu Ruth Irene Kalder (1918–1983, sebevražda). Vznikla tak mimomanželská milostná aféra, ze které vzešla dcera Monika (toto jméno bylo vybráno Göthem kvůli oslovování „Mony“), a na jejímž základě Anna Göth požádala na podzim roku 1944 o rozvod. Monika Göth, provdaná Hertwig, později přivedla na svět dceru černé pleti Jennifer Teege, která se od nalezení Göthovy karty SS při studiu německých archivů dlouhodobě zabývá touto pohnutou rodinnou historií a pořádá na toto téma přednášky. O svém pátrání napsala knihu Můj dědeček by mě popravil.
Göth byl mužem velmi nápadného zjevu, měřil 193 cm při váze výrazně nad 100 kg.

## Kariéra v SS

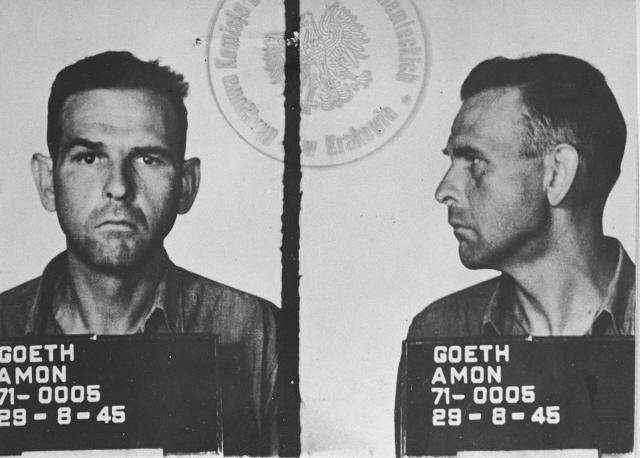
Göthova fotografie ze srpna 1945 v americkém zajetí s razítkem krakovské prokuratury po jeho vydání do Polska.

Göthova politická radikalizace se formovala již v mladém věku v době studia ve Waidhofenu. Byl mimo jiné členem paramilitárních jednotek Heimatschutz Steiermark.
Do NSDAP vstoupil 13. května 1931 pod členským číslem 510765, do SS pod číslem 43673. Jako nositel členského čísla SS nižšího než 50 000, obdržel po anšlusu Rakouska čestný prýmek starého bojovníka.
Ve stranické činnosti NSDAP byl velmi aktivní, po zákazu strany v Rakousku pracoval jako posel a pašerák v Mnichově a během těchto aktivit byl vážně, i když ne trvale, zraněn při autonehodě. Na tomto základě vznesl Göth žádost o udělení vyznamenání na památku 9. listopadu (Blutorden), která však kvůli administrativní chybě nebyla potvrzena. Jeho hodnocení při návrzích na povýšení bylo bezchybné, ačkoliv se již při jeho aktivitách v Lublinu v roce 1942 o Göthovi šířily zvěsti jako o alkoholikovi a korupčníkovi. V červenci 1943, po inspekci židovského tábora nucených prací Płaszów (koncentračním táborem se Płaszów administrativně stal až v lednu 1944) byl Göth za jeho vystavění od základů a z pohledu nacistů vzorné vedení povýšen SS-Sturmbannführerem Friedrichem-Wilhelmem Krügerem s přeskočením hodnosti SS-Obersturmführera na SS-Hauptsturmführera. Žold takto postavených důstojníků se v roce 1943 pohyboval bez příplatků kolem 600–700 říšských marek (ekvivalent zhruba 2700–3000 eur v roce 2024).
Podle přeživšího židovského vězně Mieteka Pempera, který pracoval jako Göthův stenotypista, byla jeho činnost jako velitele po manažerské stránce problematická. Göth opakovaně obcházel nařízení z Berlína i velitelství SS v Krakově, falšoval záznamy v účetních knihách a vydával falešná oznámení o zastřelení na útěku. Když dostal po vypuknutí varšavského povstání v srpnu 1944 příkaz vypracovat pro koncentrační tábor Plaszow evakuační plán, nechal si Göth poslat tyto plány ze tří dalších koncentračních táborů v Generálním gouvernementu a jejich adaptací na svůj tábor pověřil zcela proti předpisům právě židovského vězně Pempera. Současně vystupoval velmi tvrdě i proti personálu, kdy i za nejmenší přečiny stavěl z autority velitele jednotlivé dozorce před vojenský soud. V konečném důsledku se v září 1944 skupina dozorců postavila otevřeně proti Göthovu velení a udala jej přímo na berlínské centrále gestapa.
Archiválie dochovaná z písemného styku mezi Göthem a vyšetřovatelem hospodářského úřadu SS ve Vídni z prosince 1943 nicméně dokládá, že Göth byl kontrolními orgány prověřován dlouhodobě.

## V Generálním gouvernementu
Na jaře 1942 byl Göth převelen z Rakouska do oblasti Lublinu v Generálním gouvernementu. Podle jeho životopisce Johannese Sachslehnera se tak zřejmě stalo na jeho vlastní žádost po úmrtí novorozeného syna Petera. Nejprve byl pověřen rekvírováním a evidencí hospodářských zvířat, pro jeho organizační schopnosti byl později jmenován vedoucím pracovního nasazení při budování tábora v Lublinu. Vojensky spadal pod vyšší velení štábu SS-Obergruppenführera Odila Globocnika. Kvůli tehdy teprve neurčitým a nepotvrzeným fámám ohledně Göthovy korumpovatelnosti a rozkrádání zabaveného židovského majetku, byl po konzultaci s SS- und Polizeiführerem Julianem Schernerem, který si Götha pamatoval z Mnichova, převelen do oblasti Krakova, kde probíhala výstavba židovského tábora nucených prací Płaszów. Tento tábor byl pod Göthovým brutálním vedením, kdy za nesplnění termínu výstavby baráků vyhlásil trest smrti, dostavěn ve velmi krátké době na přelomu roku 1942/1943 na bývalém židovském hřbitově a poblíž kamenolomu. Tábor současně těžil z výhodné infrastruktury železnice vedoucí z Krakova a dále na jihozápad do oblasti Osvětimi a do Protektorátu. Scherner Göthovi nabídl, že by se po dostavbě tábora mohl stát jeho velitelem, což Göth přijal.

## Tábor nucených prací Płaszów
Göth převzal velení v Płaszówě v době vyhlášení totální války 13. února 1943. Přesně o měsíc později, 13. března, zahájilo krakovské vedení SS likvidaci krakovského ghetta, přičemž Göth nechal pro tento účel navýšit kapacitu tábora o 10 000 míst. Ghetto bylo rozděleno na část A a část B. Zatímco v části B byli zadržováni převážně staří a nemocní, v části A se nacházeli práceschopní. Během prvních dvou dnů nechal Göth transportovat do Płaszówa zhruba 4 000 lidí. Další měli následovat.
V táboře obýval Göth nejprve tzv. „Rotes Haus“ v ulici Jerozolimskastraße (v té době pod názvem SS-Straße) a po dokončení výstavby se přestěhoval do nedaleké vily. Protože měl k dispozici prakticky neomezené zdroje, disponoval jako velitel širokým personálem z řad Židů, Poláků i německých kriminálníků. Jeho pravou rukou a bodyguardem se stal bývalý vídeňský boxer Franz Grün (1902–1975). Vedle řidiče, maséra, holiče, několika kuchařů, cukráře, pedikérky, ševce, krejčího, zahradníka a podkoního, měl k dispozici také posly, automechaniky a osobní služky z řad polských a maďarských Židovek. Göth, v té době již zcela zkorumpovaný a nápadný svým alkoholismem a výraznou nadváhou, vedl velice excesivní životní styl, který symbolizovaly mohutné několikadenní pitky a opulentní hostiny, na které zval přední členy krakovské smetánky včetně velitelů SS a podnikatelů, jako byli Julius Madritsch nebo Oskar Schindler. Ve vztahu k Schindlerovi vládla oboustranná závislost, neboť uvolňování otrocké pracovní síly do Schindlerovy továrny Deutsche Emailwarenfabrik v Krakově záleželo zcela na Göthově libovůli, na druhé straně se Schindler staral o Göthovo přijímání coby středně postaveného důstojníka SS ve vysokých krakovských kruzích. Během prvního roku, kdy velel táboru, se Göthovi podařilo z majetku ukradeného vězňům nashromáždit a odeslat do Vídně jmění v tehdejší hodnotě minimálně 300 000 říšských marek (ekvivalent zhruba 1 390 000 eur v roce 2024). Současně řídil ve Vídni soukromou nakladatelskou firmu.

## Vyšetřování korupce a zatčení
S blížící se frontou a možnou nutností tábor evakuovat, byl Göth koncem léta roku 1943 administrativně zařazen do aktivních frontových záloh Waffen-SS, takže mu hrozilo přímé nasazení na východní frontě. Podle doslovného výkladu Mieteka Pempera, který měl přístup ke Göthově úřední korespondenci, bylo třeba prokázat, že produkce výrobních závodů navázaných na Płaszów, je nezbytná pro válečné úsilí. Pemper aktivně dotazoval předáky jednotlivých firem, včetně Oskara Schindlera, na možnost rozšířit výrobu na muniční materiál, zachovat táborový status quo a zabránit tak jeho rozpuštění a transportům vězňů do vyhlazovacích táborů. V říjnu 1943 pak špičky RSHA skutečně rozhodly o administrativní přeměně tábora nucených prací na koncentrační. Mietek Pemper tak v konečném důsledku jako vedlejší efekt udržel i Göthovu pozici.
Počínaje 10. lednem 1944 spadal Płaszów pod přímý dohled RSHA. Göthovi bylo přiděleno zhruba 600 dozorců z okolních táborů, případně táborů dále na východě, tou dobou již uzavřených před postupující Rudou armádou. Počet vězňů se na jaře a v létě, kdy tábor sloužil jako tranzitní pro transporty Židů z Maďarska současně zvýšil na maximální kapacitu zhruba 25 000 lidí. Kvůli novým udáním a nesrovnalostem odhaleným při kontrolách Göthových hlášení RSHA v Berlíně, bylo proti Göthovi zahájeno vnitřní vyšetřování SS vedené soudcem trestního tribunálu SS Konradem Morgenem. Göth byl zatčen přímo v areálu tábora 13. září 1944. Společně s ním byl vyšetřován i Julian Scherner a Oskar Schindler. Zatímco Göthův nadřízený Scherner byl degradován na SS-Hauptsturmführera a poslán na frontu, kde padl, byl Göth propuštěn na kauci. Za rozkrádání židovského majetku příslušníky SS hrozil při stanném soudu trest smrti, tak jako v případě velitele Buchenwaldu Karla Otto Kocha. Kvůli zmatkům na přelomu let 1944/1945 byl Göth však nejprve odvolán z pozice velitele a postaven jako řadová obsluha k protiletadlovému regimentu v Bavorsku. Zde byl Göth v květnu 1945 s konečnou platností zatčen americkou armádou.

## Identifikace, extradice a proces v Krakově
Je ironií, že Göth byl zatčen v oblasti Dachau a americká vojenská policie se proto domnívala, že sloužil právě v tomto koncentračním táboře. V srpnu 1945 onemocněl tyfem, byla mu diagnostikována cukrovka a byl internován pod číslem 31-G6558 063. Protože ho s narůstající dobou zajetí tlačil čas (v zajateckém táboře Kornwestheim byl již od května 1945), rozhodl se Göth v únoru 1946 dobrovolně vystoupit před vyšetřovateli s vágní historkou o svém působení v Generálním gouvernementu, kdy se vylíčil jako řadový příslušník SS a zcela bagatelizoval podmínky v krakovském ghettu i v Płaszówě Američané však nechali v okolí Dachau vyvěsit jeho podobiznu a brzy se začali hlásit svědci. Po řádné identifikaci byl Göth 28. května 1946 předán společně s bývalým velitelem Auschwitz-Birkenau Rudolfem Hössem polským úřadům. Proces s Göthem začal na konci srpna 1946. Zpovídal se z vlastnoručního zabití více než 600 Židů, likvidace ghett v Krakově a Tarnówě, vykořisťování, mučení, krádeží židovského majetku a podílu na genocidě. Pokud Göth obvinění přímo nepopíral, dával najevo ignoraci soudního řízení ostentativním pilováním nehtů a ironickými poznámkami směrem k defilujícím svědkům: "Co tady dělá tolik Židů? Přece nám říkali, že z nich nic nezůstane..." Na přímý dotaz soudce ohledně vlastnoručních poprav zastřelením Göth odpověděl: „Byl jsem v tu chvíli rozzuřený.“
Po odmítnutí žádosti o milost sepsané ve třetí osobě, byl Göth popraven na nádvoří krakovské věznice Montelupich v podvečer, 13. září 1946.

## Trivia

### Osobní korespondence
Göthova korespondence, stejně jako jeho kariérní dokumenty (návrhy na povýšení, služební hlášení, vojenská knížka, atd.) je poměrně dobře dochována, například v německém spolkovém archivu v souvislosti s fondem Oskara Schindlera. V době, kdy byl vyšetřován pro korupci a obeslán vídeňskou centrálou gestapa, pokusil se Göth zmanipulovat vyšetřování jeho postoupením z Vídně do Krakova, aby mohl celou věc ovlivňovat. Doslovný překlad již citovaného dopisu:
"Vážený pane doktore! Ze zaopatřovacího úřadu SS "Donau" jsem byl dopisem z 30. listopadu 1943 informován, že jste se se mnou v mojí záležitosti pokoušel spojit. Jak Vám již sdělil SS-Unterscharfführer Heinrich Judex z tohoto úřadu, byl jsem ve dnech 27. a 28. listopadu služebně ve Vídni. Bohužel se mi během těchto dvou dnů nepodařilo Vás zastihnout. Mluvil jsem pouze telefonicky s jednou dámou z Vaší kanceláře. SS-Unterscharfführera Judexe jsem požádal, aby Vás mým jménem poprosil, udělit mi ohledně celého tohoto podivného příběhu písemnou výtku, ke které bych Vám podal vysvětlení, abych konečně osvětlil tyto odporné kavárenské drby. Pokud by věc byla na písemné vyřízení příliš rozsáhlá, tak bych navrhoval, abyste ji postoupil k projednání krakovskému referentovi NSDAP. Ten by Vás poté jednoduše seznámil s výsledky mého výslechu. Jak daleko už tyto fámy zašly, můžete zjistit z přiložených novin. Jedná se o říšský deník, poslední strana, červeně orámováno. Z označené rubriky můžete zjistit, že jsem kromě jiného většinovým akcionářem jedné tiskárny. Protože akcie této tiskárny patří mojí firmě, plánuji již delší dobu, tuto tiskárnu jako akciovou společnost rozpustit a převést ji na veřejně obchodovatelnou společnost. Oznámení o tomto záměru jsem zveřejnil pouze proto, abych - jak ukládá zákon - svolal valnou hromadu akcionářů a s věcí je seznámil. Tento nutný zákonný postup nyní využil jistý tajemný gentleman z Vídně k tomu, aby opět napsal anonymní udání přímo na kancléřství Vůdce. Z kancléřství mi byly zmiňované noviny zaslány zpět. Žádám Vás, abyste věc uspíšil a děkuji Vám předem za Vaši námahu."
V americkém zajetí napsal Göth několik dopisů své družce Ruth Irene Kalder. Ty v kontextu jeho válečného působení a navazujícího trestního stíhání mohou poskytnout zajímavý pohled na jeho mentalitu:
"17. 12. 45. Nejmilejší Ruth. Konečně si můžeme napsat. Hlavně na konci listopadu jsem hodně přemýšlel, jestli to [porod] bylo těžké a co z toho nakonec je? Kluk nebo holka? Doufám, že jste zdraví. Mně se daří dobře. A doufám, že se v příštích pár měsících zase uvidíme. Jsi ve spojení s otcem? Jak to jde ve Vídni? Stojí byty a firma? Jsou všechny [naše] věci a všichni pořád tam? Můžu psát jednou v měsíci, ale přijímat dopisy můžu neomezeně. A jednou za měsíc balík. Potřebuji spodky, nátělník, pár ponožek, dva kapesníky, holicí štětku, tužku, dva školní sešity a něco papíru na cigarety. Jestli otec může, ať pošle nějaké jídlo a tabák. Teď ti přeji veselé Vánoce a nám všem lepší rok, než byl ten 1945. I otci a všem ostatním. Co nejsrdečněji tě líbá a zdraví Mony."
"16. 01. 46. Nejmilejší Ruth. Děkuji ti za dopis a balík. Ty nebohá, musela jsi toho tolik prodělat, nejdřív s Monikou a teď ještě s tvojí nemocí. Zdejší lékaři mě už ale uklidnili, říkají, že během příštích osmi dnů by tě měli z nemocnice propustit. To bylo poslední dny v prosinci [1945]. Tvoje rezignace ve vztahu k otci není na místě. Řekni mu, ať ti pošle peníze a mně jídlo, hlavně chleba a něco marmelády, sůl, pár brambor a tabák. Balíky můžu přijímat i víc než jen jednou do měsíce. Dopisy neomezeně. I ty bys mohla psát častěji. Do balíku vlož seznam s jeho obsahem, žádný dopis. Jídlo je tu takové, že už vážím sotva 70 kilo. To stačí. Takže se zkus spojit s otcem, je to důležité i kvůli vašemu živobytí, atd. Brzo bude všechno zase v pořádku. Nedělej si starosti. Musíš mít ještě nějaké peníze [v bance] ve Vídni a v Mnichově. Zeptej se tam. Líbám tebe i Moniku. Váš Mony. Adresa: Amon Göth, Interment-Camp 78, 14 Kornwestheim, Germany."

### Vzpomínky pamětníků
Přeživší židovský vězeň Mietek Pemper, Göthův stenotypista: "Pokaždé, když někoho zastřelil, nechal si vytáhnout z kartotéky všechny jeho příbuzné a zastřelil je taky. Říkal, že nechce mít v táboře žádné nespokojené lidi. Já měl v táboře celou rodinu. Věděl jsem, že když během diktování udělám chybu, je s nimi konec."
Ruth Irene Kalder, Göthova milenka: "Lidi vám budou vykládat, že jsem měla v táboře vlastního koně a že jsem byla šlapka. Souložila jsem skutečně s řadou důstojníků. Ale jen do doby, než jsem potkala Götha. Daroval mi koně. Jezdila jsem moc ráda. Göth byl muž snů. Byla to báječná doba. Amon byl král. Já jsem byla královna. Kdo by si to nenechal líbit?"
Přeživší židovský vězeň Roman Frister: "Amon Göth patřil k těm lidem, které když člověk poprvé uviděl, už na to nikdy nezapomněl."
Helen Hirsch, přeživší židovská vězeňkyně, Göthova osobní služka: "Zjevil se tam, uprostřed pokoje. Namol opilý a nahý, jen s bičem v ruce, zběsile gestikulující a vykřikující rozkazy. Začal mě bít a rvát ze mě šaty. Byl úplně nepříčetný."
Göthův masér, vězeň Fredek Umholz: "Nechal si říkat 'Vaše excellence'. Jednou jsem masíroval málo, jindy zase moc. Facky byly na denním pořádku. Jednou, když jsem mu masíroval tu jeho tlustou prdel [sic], tak se otočil a zeptal se mě, jestli jsem vůbec masér. Vykládal jsem mu, v jakých zemích jsem všude působil a u koho. Samozřejmě jsem ty země znal jen z mapy."
Přeživší židovský vězeň z Płaszówa Josef Lewkowicz, který po válce pomohl Götha identifikovat: "Zeptal jsem se jednoho zajatého důstojníka wehrmachtu, jestli zná všechny muže ze své skupiny. Ukázal na jednoho ve špatně padnoucí uniformě a prohlásil, že ho nezná. Když jsem se k němu přiblížil, zjistil jsem, že to je Göth. Zařval jsem na něj a praštil jsem ho. Chtěl jsem vědět, proč nám to všechno dělal, ale on mlčel. Neřekl ani slovo."

## Vyznamenání
- Medaile za Anschluss
- Německý sportovní odznak, stříbrný
- Čestný prýmek starého bojovníka
- Julleuchter
- Sudetská pamětní medaile
- Služební vyznamenání NSDAP I. stupně v bronzu
- Ehrenzeichen für deutsche Volkspflege
- Navržen na Železný kříž druhé třídy (neudělen)[42]